# George Bonhag
George Valentine Bonhag (Boston, Massachusetts, 31 de gener de 1882 – Nova York, 30 d'octubre de 1960) va ser un atleta estatunidenc especialitzat en curses de mig fons i d'obstacles, però que també va prendre part en proves de marxa atlètica. Fou membre de l'Irish American Athletic Club i el New York City Police Department. Va prendre part en quatre Jocs Olímpics, els compresos entre 1904 i 1912.

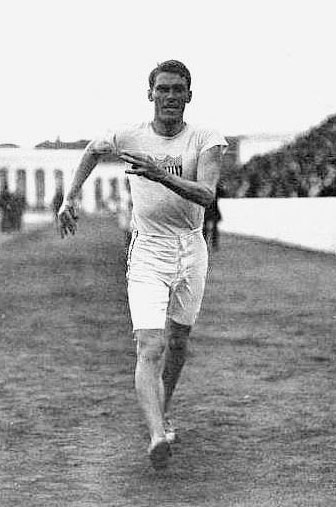
George Bonhag

Als Jocs de Saint Louis de 1904 va disputar la cursa dels 800 metres, però es desconeix el seu resultat. Dos anys més tard, als Jocs Intercalats d'Atenes finalitzà en quarta posició en la prova de les cinc milles i sisè en els 1500 metres, però guanyà l'or en els 1500 metres marxa. Aquesta va ser l'única vegada que disputà aquesta prova i la primera prova de marxa en uns Jocs Olímpics. Les normes no estaven del tot clares en aquells moments i fins a nou competidors, entre els quals hi havia Bonhag, se sap que van trotar. Els dos primers classificats, Robert Wilkinson i Eugen Spiegler foren desqualificats per aquest motiu. Dos dels quatre jutges van votar a favor de la desqualificació de Bonhag, però fou defensat per James Sullivan, jutge principal de la prova i el Príncep Jordi de Grècia, que era el president del jurat. Es va decidir repetir la cursa entre Bonhag i Don Linden, que havia finalitzat quart, però Bonhag no hi va prendre-hi part, i per raons que es desconeixen el jurat va decidir no variar els resultats i va donar a Bonhag la medalla d'or i la de plata a Linden.
Dos anys més tard, als Jocs de Londres de 1908 Bonhag formà part de l'equip estatunidenc que guanyà la medalla de plata en la prova de les tres milles per equips formant equip amb John Eisele, Herb Trube, Gayle Dull i Harvey Cohn. També disputà la prova dels 3200 metres obstacles, però fou eliminat en la primera ronda.
El 1912 disputà els seus quarts i darrers Jocs Olímpics. Guanyà la medalla d'or en els 3.000 metres per equips, juntament amb Tell Berna, Norman Taber, Abel Kiviat i Louis Scott; i fou quart en els 5.000 metres. També disputà les proves de camp a través individual i camp a través per equips, però no finalitzà la cursa.
Bonhag també disputà la prova de demostració del beisbol a Estocolm.